# Guépratte-Insel
Die Guépratte-Insel (französisch Île Guépratte) ist eine vereiste und 2,5 km lange Insel im Palmer-Archipel westlich Grahamlands auf der Antarktischen Halbinsel. Sie liegt zwischen der Anvers- und der Brabant-Insel auf der Ostseite der Einfahrt zur Fournier-Bucht.
Die Insel ist erstmals auf einer Landkarte des deutschen Kartografen Ludwig Friederichsen aus dem Jahr 1895 verzeichnet, die dieser auf Grundlage der Ergebnisse Eduard Dallmanns bei der Antarktisfahrt mit der Groenland (1873–1874) fertigte. Eine weitere Kartierung erfolgte bei der Vierten Französischen Antarktisexpedition (1903–1905) unter der Leitung des Polarforschers Jean-Baptiste Charcot. Charcot benannte die Insel nach Émile Paul Aimable Guépratte (1856–1939), damaliger Kapitän und späterer Admiral der französischen Marine. Die von Wissenschaftlern der britischen Discovery Investigations im Jahr 1927 vorgenommene Umbenennung als Discovery Island wurde verworfen, blieb aber in Argentinien in Form von Isla Discovery erhalten.